# Germania Slavica

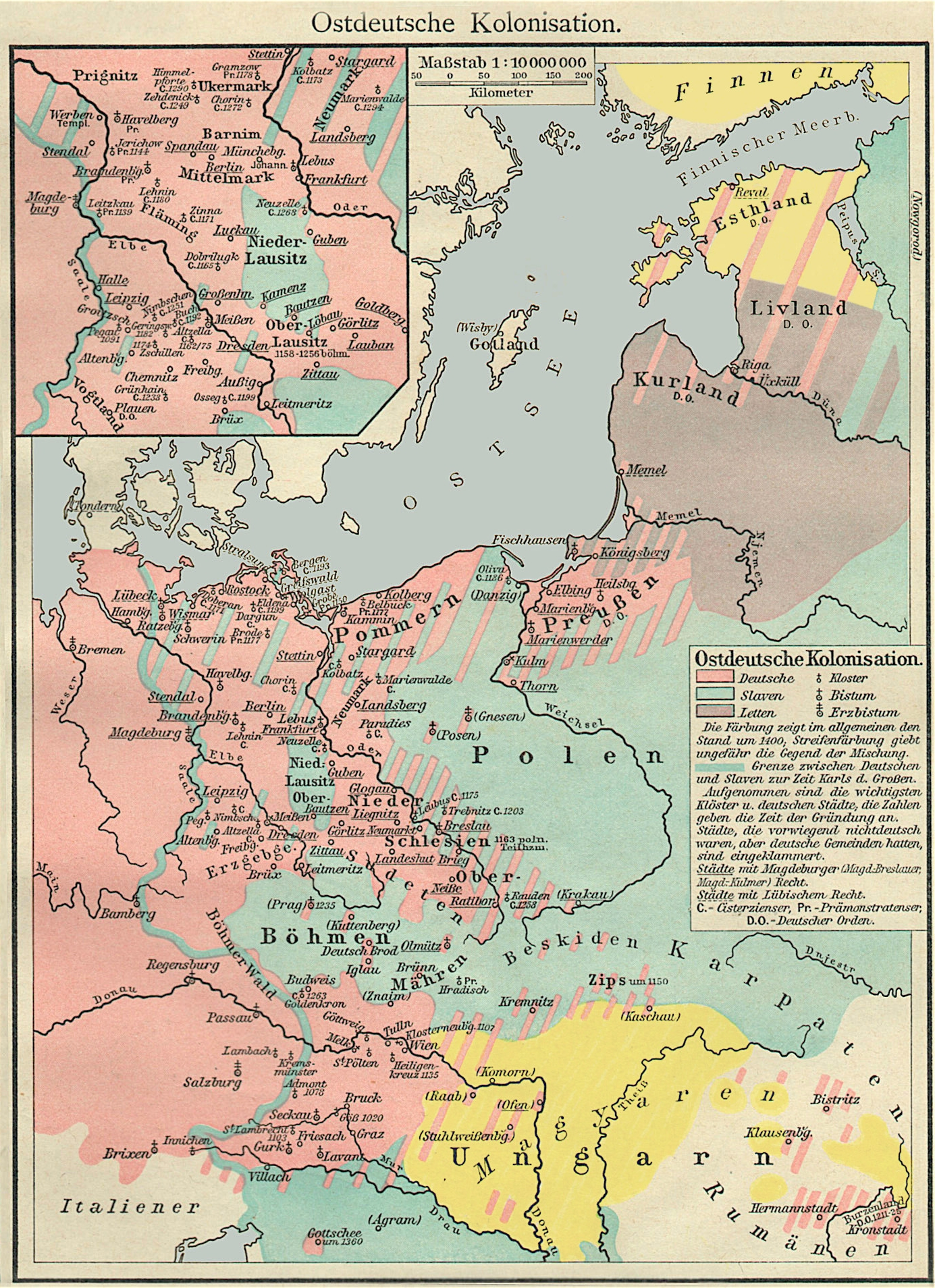
Extension germanique dans les territoires slaves d'Europe orientale.

Germania Slavica (« La Germanie slave ») est un terme historiographique utilisé depuis les années 1950 pour désigner la zone de contact médiévale entre les Allemands et les Slaves à l'ouest de l'Europe centrale lors de la colonisation germanique de l'Europe orientale. 
Le terme fut utilisé par l'historien allemand Wolfgang H. Fritze. Un autre historien allemand, Klaus Zernack, distingue en outre deux régions, dans la Germania Slavica, l'une située à l'ouest de la rivière Oder, et qui a été rattaché à la Franconie et plus tard en marches du Saint-Empire romain germanique, et l'autre située à l'ouest de l'ancien territoire de la Pologne, comprenant la Silésie, la Poméranie et la Prusse (Marche de Brandebourg) formant la Nouvelle-Marche. 
La Germania Slavica a été depuis la fin du premier millénaire habitée par les tribus slaves collectivement dénommées Wendes. Les Slaves subirent l'extension germanique lors de la colonisation germanique de l'Europe orientale. Ils furent soumis à d'énormes transformations sociales ainsi que par l'afflux de colons allemands durant cette période du Haut Moyen Âge.